# Birger Holmqvist
Birger Ivar Holmqvist (Stockholm, 1900. december 28. –  Stockholm, 1989. április 9.) olimpiai és világbajnoki ezüstérmes, Európa-bajnok svéd válogatott jégkorongozó.

## Életpályája
Az 1924. évi téli olimpiai játékokon, jégkorongban a 4. lett a svéd csapattal. Első mérkőzésükön a svájciakat verték 9–0-ra, utána Kanadától kikaptak 22–0-ra, majd a csehszlovákokat verték 9–3-ra. Ezután jött a négyes döntő, ahol a kanadaiak elleni mérkőzés beszámított, így játszottak az amerikaiak ellen, ami 20–0-s vereség lett, majd a britek is megverték őket 4–3-ra.
Az 1928. évi téli olimpiai játékokra visszatért a jégkorongtornára és ezüstérmes lett a svéd csapattal. A B csoportba kerültek, ahol először a csehszlovákokat verték 3–0-ra, majd a lengyelekkel játszottak 2–2-es döntetlent. A csoportból első helyen tovább jutottak a négyesdöntőbe. Itt az első mérkőzésen 11–0-as vereséget szenvedtek a kanadaiaktól, Svájcot megverték 4–0-ra, végül a briteket 3–0-re. Az olimpia egyszerre volt világ- és Európa-bajnokság is. Így világbajnok ezüstérmes és Európa-bajnok lett.
Aranyérmes lett az 1923-as jégkorong-Európa-bajnokságon. Az 1922-es jégkorong-Európa-bajnokságon és az 1924-es jégkorong-Európa-bajnokságon ezüstérmes lett.
Klubcsapata a német Berliner SC és a svéd IK Göta volt. A Berliner SC-vel 1924-ben, 1926-ban és 1928-ban Spengler-kupa győztes lett. Ötszeres német bajnok (1921, 1923, 1924, 1925, 1926). Négyszeres svéd bajnok volt 1922-ben, 1924-ben, 1927-ben, 1928-ban. Kétszeres svéd jéglabda bajnok (1925 és 1927).